# Mie Hama
Mie Hama (Japans: 浜美枝, Hama Mie) (Tokio, 20 november 1943) is een Japanse actrice.

## Levensloop en carrière
Hama maakte in de jaren 60 meer dan 60 films in Japan. In 1967 speelde ze haar grootste rol als bondgirl Kissy Suzuki in de film You Only Live Twice. Ze speelde samen met Akiko Wakabayashi de bondgirl in deze film. In de duikscènes werd Hama vervangen door Diane Cilento. Nog in 1967 poseerde ze voor Playboy.

## Beknopte filmografie
- King Kong vs. Godzilla, 1962
- Les Plus Belles Escroqueries du monde, 1964 (segment "Les Cinq Bienfaiteurs de Fumiko")
- King Kong Escapes, 1967
- You Only Live Twice, 1967

- Biblioteca Nacional de España: XX1793572
- Bibliothèque nationale de France: cb14184932m (data)
- CiNii: DA12635087
- Gemeinsame Normdatei: 1168754402
- International Standard Name Identifier: 0000 0001 2126 1806
- Library of Congress Control Number: no2007035457
- MusicBrainz: 45eefca6-90bd-47d2-ba9f-ba306a6c3107
- Bibliotheek van het Japanse parlement: 00124126
- Nationale Bibliotheek van Tsjechië: xx0176463
- Système universitaire de documentation: 131790803
- Virtual International Authority File: 29742774
- WorldCat: E39PBJc7XVJDtr6krkH4MCcVmd